# Garde du Vœu Hennebont TT
Actualités
La Garde du Vœu Hennebont TT est un club de tennis de table professionnel, basé à Hennebont dans le Morbihan, qui évolue en Pro A depuis la saison 2003-2004.
Créé en 1969, le club intègre l'élite française à partir de 2003 à la suite d'une excellente saison en Nationale 1. Il remporte dans la foulée quatre sacres nationaux (2005, 2006, 2007, 2009). Cette même dernière année, le club se hisse en demi-finale de la Ligue des champions. Après une décennie sans titre (mais deux fois vice-champion de France), Hennebont est sacré en 2019 champion de l'ETTU Cup, premier titre européen de l'histoire du club. La saison 2022-2023 a vu le club remporter pour la première fois de son histoire le doublé titre national et européen.

## Historique
La Garde du Vœu Hennebont tennis de table, a été créée en 1969 et est présidée depuis 1997 par Bruno Abraham et elle compte 220 licenciés. Le club dispose aussi, depuis 2001, d'un centre de formation (CEFC) qui a pour objectif la formation des jeunes vers le haut niveau. La formation consiste entre 12 et 25 heures d'entraînements par semaine, le tout encadré par des entraîneurs compétents.
Le club est solidement ancré dans le paysage sportif régional, national et européen car l’équipe première, championne de France des équipes de Pro A en 2005, 2006, 2007 et 2009 participe également à la Ligue des Champions pour la 6e année consécutive et vient de se qualifier pour la 3e fois d'affilée pour les quarts de finale (voir Bilan par saison ci-dessous). Pendant deux saisons, une équipe féminine a même connu la Superdivision en 1996-97 et 1997-98 avant que les dirigeants ne désengagent l'équipe, pour cause de soucis financiers.
En 2019, Hennebont remporte son premier titre européen, la ETTU Cup.
Inaugurant le nouveau Hennebont Ping Center pour la saison 2022-2023 avec l'arrivée d'Adrian Crişan comme entraineur de l'équipe fanion, la GV Hennebont remporte pour la deuxième fois la Coupe ETTU aux dépens des polonais de Dzialdowo. Deux mois plus tard, le club morbihannais remporte le Championnat de Pro A pour la 5ème fois aux dépens du SPO Rouen, le premier depuis 14 ans et réalise le premier doublé Championnat-Coupe d'Europe de son histoire.

## Activités du club
Le club ne se résume pas uniquement à son équipe professionnelle mais propose d'autres services : 
- Les stages : ils proposent tout au long de l'année des stages intensifs d'une semaine avec un ou deux entraînements par jour avec des entraîneurs qualifiés. En période estivale, ils proposent même des stages en bord de mer sur le site d'Etel. Ces stages permettent chaque année à plus de 1000 stagiaires venus du monde entier de venir profiter d'un cadre idéal propice à la pratique sportive de haute intensité.
- L'Academy : ce centre de formation ouvert aux étudiants de 11 à 17 ans permet d'entraîner ces jeunes vers le haut niveau tout en poursuivant leurs études au sein du collège Saint-Félix Kerlois et du lycée Notre-Dame du Vœu à Hennebont pour les étudiants francophones et en E-Learning pour les étudiants étrangers. Jusqu'alors, l'Academy peut se vanter que ses étudiants ont obtenu 100% de réussite au BEPC et au Baccalauréat depuis son ouverture tout en pratiquant leur sport 12 à 25 heures par semaine.
- Le club : la salle n'est pas uniquement réservée aux entraînements et aux différents matchs de Pro A mais aussi à l'entraînement de tous les joueurs du secteur qui bénéficient de la présence d'entraîneurs qualifiés qui les suivent tout au long de la saison lors de leurs compétitions.

## Effectif 2023-2024
| Joueurs            | Joueurs | Cl. Mondial | Age    | Prise de raquette |
| ------------------ | ------- | ----------- | ------ | ----------------- |
| Kristian KARLSON   |         | n°37        | 32 ans | Européenne        |
| Liam PITCHFORD     |         | n°36        | 30 ans | Européenne        |
| Vladimir SIDORENKO |         | NC          | 22 ans | Européenne        |
| Iulian CHIRITA     |         | n°162       | 18 ans | Européenne        |
| Entraîneurs        |         |             |        |                   |
| Adrian CRISAN      |         |             |        |                   |
| Boris ABRAHAM      |         |             |        |                   |

## Effectif 2022-2023
| Joueurs              | Joueurs | Cl. Mondial | Age    | Prise de raquette |
| -------------------- | ------- | ----------- | ------ | ----------------- |
| Chuang Chih-Yuan     |         | n°20        | 42 ans |                   |
| Kristian Karlsson    |         | n°21        | 31 ans | Européenne        |
| Anders Lind          |         | n°48        | 24 ans | Européenne        |
| Ioánnis Sgourópoulos |         | n°171       | 22 ans |                   |
| Entraîneurs          |         |             |        |                   |
| Adrian Crișan        |         |             |        |                   |
| Boris Abraham        |         |             |        |                   |

## Effectif 2021-2022
| Joueurs         | Joueurs | Cl. Mondial | Age    | Prise de raquette |
| --------------- | ------- | ----------- | ------ | ----------------- |
| Omar ASSAR      |         | n°27        | 30 ans | Européenne        |
| Anders LIND     |         | n°96        | 23 ans | Européenne        |
| Cédric NUYTINCK |         | n°69        | 28 ans | Européenne        |
| Sadi ISMAILOV   |         | n°170       | 24 ans | Européenne        |
| Xin WANG        |         | NC          | 39 ans | Orthodoxe         |
| Entraîneur      |         |             |        |                   |
| Adrian CRISTAN  |         |             |        |                   |
| Boris ABRAHAM   |         |             |        |                   |

## Effectif 2020-2021
| Joueurs         | Joueurs | Cl. Mondial | Age    | Prise raquette |
| --------------- | ------- | ----------- | ------ | -------------- |
| Cédric NUYTINCK |         | n°51        | 27 ans | Européenne     |
| Omar ASSAR      |         | n°38        | 29 ans | Européenne     |
| Anders LIND     |         | n°81        | 22 ans | Européenne     |
| Samuel WALKER   |         | n°84        | 25 ans | -              |
| Entraîneur      |         |             |        |                |
| Boris ABRAHAM   |         |             |        |                |

## Effectif 2019-2020
| Joueurs                | Joueurs | Cl. Mondial | Age    | Prise de raquette |
| ---------------------- | ------- | ----------- | ------ | ----------------- |
| Fan SHENGPENG          |         | NC          | 25 ans | Orthodoxe         |
| Cédric NUYTINCK        |         | n°39        | 26 ans | Européenne        |
| Samuel WALKER          |         | n°86        | 24 ans | -                 |
| Quentin ROBINOT        |         | n°182       | 26 ans | Européenne        |
| Georgios STAMATOUROS   |         | NC          | 20 ans | Européenne        |
| Angelakis KONSTANTINOS |         | NC          | 22 ans | Européenne        |
| Entraîneur             |         |             |        |                   |
| Boris ABRAHAM          |         |             |        |                   |

## Effectif 2018-2019
| Joueurs              | Joueurs | Cl. Mondial | Age    | Prise de raquette |
| -------------------- | ------- | ----------- | ------ | ----------------- |
| Liam Pitchford       |         | n°17        | 27 ans | Européenne        |
| Cedric Nuytinck      |         | n°68        | 26 ans | Européenne        |
| Quentin Robinot      |         | n°137       | 27 ans | Européenne        |
| Fan Shengpeng        |         | N.C.        | 26 ans | Orthodoxe         |
| Georgios Stamatouros |         | N.C.        | 19 ans | Européenne        |
| Grygory Vlasov *     |         | N.C.        | -      | Européenne        |
| Entraîneurs          |         |             |        |                   |
| Boris Abraham        |         |             |        |                   |

- Légende : * Joker Médical

## Palmarès
- Pro A (5)
  - Champion de France en 2005, 2006, 2007, 2009 et 2023
  - Vice-Champion en 2012, 2015 et 2019
  - Troisième en 2010
- Ligue des Champions
  - Demi-finaliste en 2009
- ETTU Cup (2)
  - Vainqueur en 2019 et 2023
  - Demi-finaliste en 2005 et 2012
- 3e de la TT Intercup en 2002
- Classement européen des clubs de tennis de table[5] : au 17 août 2025 : 13e.

## Bilan par saison
| Saison    | Championnat   | Classement          | Pts | J  | G  | N | D   | Pp | Pc | Diff | Coupe d'Europe      | Coupe d'Europe  |
| Saison    | Championnat   | Classement          | Pts | J  | G  | N | D   | Pp | Pc | Diff | Ligue des champions | ETTU Cup        |
| --------- | ------------- | ------------------- | --- | -- | -- | - | --- | -- | -- | ---- | ------------------- | --------------- |
| 2001-2002 | 2 Nationale 1 | 1re/8 - phase 1     | 21  | 7  | 7  | 0 | 0   | ?  | ?  | ?    | -                   | -               |
| 2001-2002 | 2 Nationale 1 | 3e/8 - phase 2      | 16  | 7  | 4  | 1 | 2   | 66 | 50 | +16  | -                   | -               |
| 2002-2003 | 2 Nationale 1 | 1re/8 - phase 1     | 21  | 7  | 7  | 0 | 0   | 77 | 32 | +45  | -                   | -               |
| 2002-2003 | 2 Nationale 1 | 1re/8 - phase 2     | 21  | 7  | 7  | 0 | 0   | 77 | 19 | +56  | -                   | -               |
| 2002-2003 | 2 Nationale 1 | 2e/6 - phase finale | -   | -  | -  | - | -   | -  | -  | -    | -                   | -               |
| 2003-2004 | 1 Pro A       | 4e/7                | 23  | 12 | 4  | 3 | 5   | 35 | 33 | +2   | -                   | 2e tour         |
| 2004-2005 | 1 Pro A       | 1re/10              | 49  | 18 | 14 | 3 | 1   | 67 | 22 | +45  | -                   | Demi-finale     |
| 2005-2006 | 1 Pro A       | 1re/10              | 48  | 18 | 14 | 2 | 2   | 66 | 28 | +38  | 4e/4 - poule ?      | -               |
| 2006-2007 | 1 Pro A       | 1re/10              | 49  | 18 | 13 | 5 | 0   | 67 | 30 | +37  | 4e/4 - poule ?      | -               |
| 2007-2008 | 1 Pro A       | 4e/10               | 41  | 18 | 9  | 5 | 4   | 61 | 46 | +15  | 3e/4 - poule D      | -               |
| 2008-2009 | 1 Pro A       | 1re/10              | 48  | 18 | 12 | 6 | 0   | 66 | 34 | +32  | Demi-finale         | -               |
| 2009-2010 | 1 Pro A       | 3e/10               | 38  | 18 | 7  | 6 | 5   | 54 | 45 | +9   | Quart de finale     | -               |
| 2010-2011 | 1 Pro A       | 5e/10               | 38  | 18 | 8  | 4 | 6   | 50 | 43 | +7   | Quart de finale     | -               |
| 2011-2012 | 1 Pro A       | 2e/10               | 43  | 18 | 10 | 5 | 3   | 56 | 39 | +17  | -                   | Demi-finale     |
| 2012-2013 | 1 Pro A       | 4e/10               | 42  | 18 | 11 | 2 | 5   | 54 | 36 | +18  | 3e/3 - poule A      | Quart de Finale |
| 2013-2014 | 1 Pro A       | 5e/10               | 35  | 18 | 6  | 5 | 7   | 49 | 48 | +1   | Quart de finale     | -               |
| 2014-2015 | 1 Pro A       | 2e/10               | 43  | 18 | 11 | 3 | 4   | 58 | 39 | +19  | 3e/4 - poule D      | Quart de Finale |
| 2015-2016 | 1 Pro A       | 5e/10               | 39  | 18 | 8  | 5 | 5   | 53 | 46 | +7   | 4e/4 - poule B      | -               |
| 2016-2017 | 1 Pro A       | 4e/10               | 39  | 18 | 10 | - | 8   | 39 | 33 | +6   | Quart de finale     | -               |
| 2017-2018 | 1 Pro A       | 7e/10               | 35  | 18 | 8  | - | 9+1 | 36 | 40 | -4   | 4e/4 - poule D      | -               |
| 2018-2019 | 1 Pro A       | 2e/10               | 47  | 18 | 13 | - | 5   | 47 | 28 | +19  | 3e/4 - poule D      | Vainqueur       |
| 2019-2020 | 1 Pro A       | 6e/10               | 24  | 12 | 5  | - | 7   | 24 | 28 | -4   | Quart de finale     | -               |
| 2020-2021 | 1 Pro A       | 4e/10               | 38  | 18 | 11 | - | 7   | 38 | 31 | +7   | Quart de finale     | -               |
| 2021-2022 | 1 Pro A       | 6e/10               | 38  | 18 | 10 | - | 8   | 38 | 33 | +5   | Quart de finale     | -               |
| 2022-2023 | 1 Pro A       | 1er/10              |     |    |    |   |     |    |    |      |                     | Vainqueur       |

Légende : 1 et 2 : échelon de la compétition.

## Anciens joueurs
- Anne-Sophie Gourin (1994-1998 en équipe féminine)
- Ryu Seung Min (2009-2011 et champion olympique aux jeux olympiques d'été de 2004 à Athènes)
- Daniel Górak (2003-2008)
- Kalínikos Kreánga (2012-2015)
- Niwa Koki (2015-2016)
- Omar Assar (2020-2022)
- Cédric Nuytinck (2017-2022)